# Victor Svarc
Pour les articles homonymes, voir Svarc.
Victor Svarc (alias Souvard), dit Toto, est un juif français, d'origine polonaise, Résistant, le bras droit de Georges Garel, membre du Réseau Garel, responsable de la Région Centre-Est, basé à Lyon de l'Œuvre de secours aux enfants (OSE). Il est un cousin de Charles Lederman.

## Biographie
Victor Svarc est un juif français d'origine polonaise. On le décrit ainsi : Victor Svarc dit Toto est le bras droit de Georges Garel, il est le cousin germain de Charles Lederman, donc d'origine polonaise. On ne connaît peu de choses de lui: c'est un homme discret mais très courageux, dont la mission principale était de transporter les fonds nécessaires à l'organisation.
Sous le nom de Souvard, il dirige la région Centre-Est de l'Œuvre de secours aux enfants (OSE), basé à Lyon,.